# 马特维·亚库舍夫
马特维·亚库舍夫（俄語：Матвей Якушев；2003年10月16日—）是俄罗斯残疾人田径运动员，擅长跳远，曾以中立身份参加2024年夏季残疾人奥林匹克运动会男子跳远T20级比赛，于最后一跳击败曾两获金牌的马来西亚选手阿都拉迪夫·罗姆利，夺得冠军。